# Żeleznogorsk (obwód kurski)
Żeleznogorsk (ros. Железногорск) – miasto (szczególnego znaczenia dla rejonu żeleznogorskiego (od 1962 roku)) w Rosji, w obwodzie kurskim. Od 1965 roku jest centrum administracyjnym żeleznogorskiego rejonu, w którego skład jednak nie wchodzi – jest samodzielną jednostką administracyjną (okręgiem miejskim) obwodu. W mieście rozwinął się przemysł materiałów budowlanych

## Geografia
Miasto położone jest w dorzeczu rzeki Swapa, przy szosie Moskwa–Kijów.

## Demografia
W 2020 roku miasto liczyło 100 446 mieszkańców.